# Alexandru Jecan
Alexandru Jecan (* 2. Juni 1988 in Cluj-Napoca) ist ein rumänischer Tennisspieler.

## Karriere
Jecan begann 2013 regelmäßig Tennisturniere zu spielen. Über viele Jahre war er dabei hauptsächlich auf der drittklassigen ITF Future Tour unterwegs. 2015 stand er dort im Einzel das erste Mal im Halbfinale, während er ab 2014 jedes Jahr mindestens einen Titel im Doppel gewann. Am erfolgreichsten im Einzel war er im Jahr 2019, als er in seine ersten drei Future-Endspiele einzog, die er allesamt gewann. Anfang 2020 stieg er dadurch auf Platz 450 der Weltrangliste, von wo er recht schnell wieder abfiel. Danach erreichte er kein weiteres Mal das Endspiel.
Im Doppel gewann Jecan bis Ende 2015 zwölf Future-Titel, am erfolgreichsten war er auch hier im Jahr 2019, als er sieben Titel gewann und das Jahr auf Rang 321 abschloss. Pandemiebedingt wurde 2020 sein einziges titelloses Jahr. 2021 kehrte er mit drei Futuretiteln zurück. Hinzu kamen die erstmaligen Halbfinals auf der höherdotierten ATP Challenger Tour in Bukarest und Antalya. Im Jahr 2022 stammten die meisten erspielten Punkte erneut von der Future Tour, wo er mit sechs Titeln sein zweiterfolgreichstes Jahr hatte. Mit Platz 260 beendete er das Jahr so hoch wie noch nie.
2023 steigerte sich Jecan im Doppel weiter. Nach zwei Halbfinals auf der Challenger Tour in der ersten Jahreshälfte zog er mit Marco Bortolotti in sein erstes Challenger-Finale in Braga ein, wo sie sich den Titel holten. Sein zweites Endspiel wenig später in Hamburg verlor er mit Mick Veldheer. Im Oktober erreichte er sein Karrierehoch mit Platz 177.

## Erfolge
| Legende (Anzahl der Siege) |
| Grand Slam                 |
| ATP Finals                 |
| ATP Tour Masters 1000      |
| ATP Tour 500               |
| ATP Tour 250               |
| ATP Challenger Tour (1)    |

### Doppel

#### Turniersiege
| Nr. | Datum              | Turnier | Belag | Partner          | Finalgegner                      | Ergebnis |
| --- | ------------------ | ------- | ----- | ---------------- | -------------------------------- | -------- |
| 1.  | 30. September 2023 | Braga   | Sand  | Marco Bortolotti | Stefano Travaglia Alexander Weis | 7:5, 7:5 |